# رياجان نوبلى
رياجان نوبلى (بالإنجليزية: Reagan Noble)‏ (22 يوليو 1983 بجوهانسبرغ في جنوب أفريقيا - ) هو لاعب كرة قدم جنوب أفريقي في مركز الوسط. شارك مع منتخب جنوب أفريقيا لكرة القدم. أما مع النوادي، فقد لعب مع بيدفيست ويتس وماميلودي صن داونز ونادي جامعة بريتوريا ونادي أمازولو وIkapa Sporting F.C. ‏ ونادي بلومفونتين سيلتيك.

## وصلات خارجية
- رياجان نوبلى على موقع قاعدة بيانات كرة القدم.إي يو (الإنجليزية)
- رياجان نوبلى على موقع ناشيونال فوتبول تيمز (الإنجليزية)